# پل ماین
پل ماین (انگلیسی: Paul Mayén; ۳۱ مهٔ ۱۹۱۶ – ۳ نوامبر ۲۰۰۰) معمار  و طراح صنعتی اهل اسپانیا بود. او به خاطر کارش در خانه آبشار، اثر فرانک لوید رایت معروف است.
او شریک زندگی ادگار کافمن جونیور بود.